# Arun D’Souza
Arun D’Souza (* 8. Juni 1978) ist ein ehemaliger indischer Leichtathlet, der sich auf den Hindernislauf spezialisiert hat.

## Sportliche Laufbahn
Erste internationale Erfahrungen sammelte Arun D’Souza vermutlich bei den Crosslauf-Weltmeisterschaften 1997 in Turin, bei denen er nach 27:53 min auf den 103. Platz im U20-Rennen gelangte. Im selben Jahr gewann er bei den Juniorenasienmeisterschaften in Bangkok in 9:04,33 min die Bronzemedaille über 3000 m Hindernis. Bei den Crosslauf-Weltmeisterschaften 2002 in Ostende wurde er nach 14:10 min 93. im Kurzrennen und im Jahr darauf belegte er bei den Asienmeisterschaften in Colombo in 8:58,5 min den sechsten Platz über 3000 m Hindernis. 2003 gewann er bei den Afro-asiatischen Spielen in Hyderabad in 9:05,97 min die Silbermedaille hinter dem Kenianer John Kemboi Kibowen und gelangte bei den Asienmeisterschaften in Manila mit 9:02,24 min auf Rang sechs. Im Jahr darauf belegte er bei den erstmals ausgetragenen Hallenasienmeisterschaften in Teheran in 8:43,67 min den fünften Platz im 3000-Meter-Lauf und 2005 wurde er bei den Asienmeisterschaften in Incheon in 9:11,87 min Neunter im Hindernislauf. 2007 bestritt er in Indien seine letzten offiziellen Wettkämpfe und beendete daraufhin seine aktive sportliche Karriere im Alter von 29 Jahren.
In den Jahren von 2002 bis 2005 wurde D’Souza indischer Meister im 3000-Meter-Hindernislauf.

## Persönliche Bestleistungen
- 3000 Meter: 8:24,32 min, 26. August 2002 in Neu-Delhi
  - 3000 Meter (Halle): 8:43,67 min, 7. Februar 2004 in Teheran
- 3000 m Hindernis: 8:49,24 min, 25. Oktober 2007 in Jamshedpur